# Võ Hoàng Yến
Võ Hoàng Yến (Ho Chi Minh, 29 ottobre 1988) è una modella vietnamita.
È stata selezionata come Miss Vietnam Universo 2009. In realtà Võ Hoàng Yến aveva partecipato all'edizione di Miss Vietnam Universo del 2008 e si era classificata soltanto seconda, mentre la prima classificata Nguyễn Thùy Lâm aveva partecipato a Miss Universo 2008. Dato che l'anno seguente il concorso Miss Universo Vietnam non è stato organizzato, Võ Hoàng Yến è stata delegata come rappresentante nazionale.
In quanto selezionata come Miss Universo Vietnam quindi, Võ Hoàng Yến ha avuto la possibilità di rappresentare il Vietnam in occasione di Miss Universo 2009 che si è tenuto presso l'Atlantis Paradise Island, a Nassau nelle Bahamas il 23 agosto 2009. la delegata vietnamita tuttavia non è riuscita a superare le fasi preliminari del concorso ed avere accesso alla rosa delle finaliste.
In precedenza era stata eletta anche Vietnam Supermodel 2008.